# Vladimír Hrůza
Vladimír Hrůza (Jihlava, 6 de febrer de 1960) va ser un ciclista txecoslovac, d'origen txec. Va competir com amateur on va guanyar una medalla de plata al Campionat del Món de contrarellotge per equips de Giavera del Montello 1985 fent equip amb Milan Křen, Michal Klasa i Milan Jurčo. Va participar en els Jocs Olímpics de 1988 a Seül.